# Hoa hậu Thế giới 1998

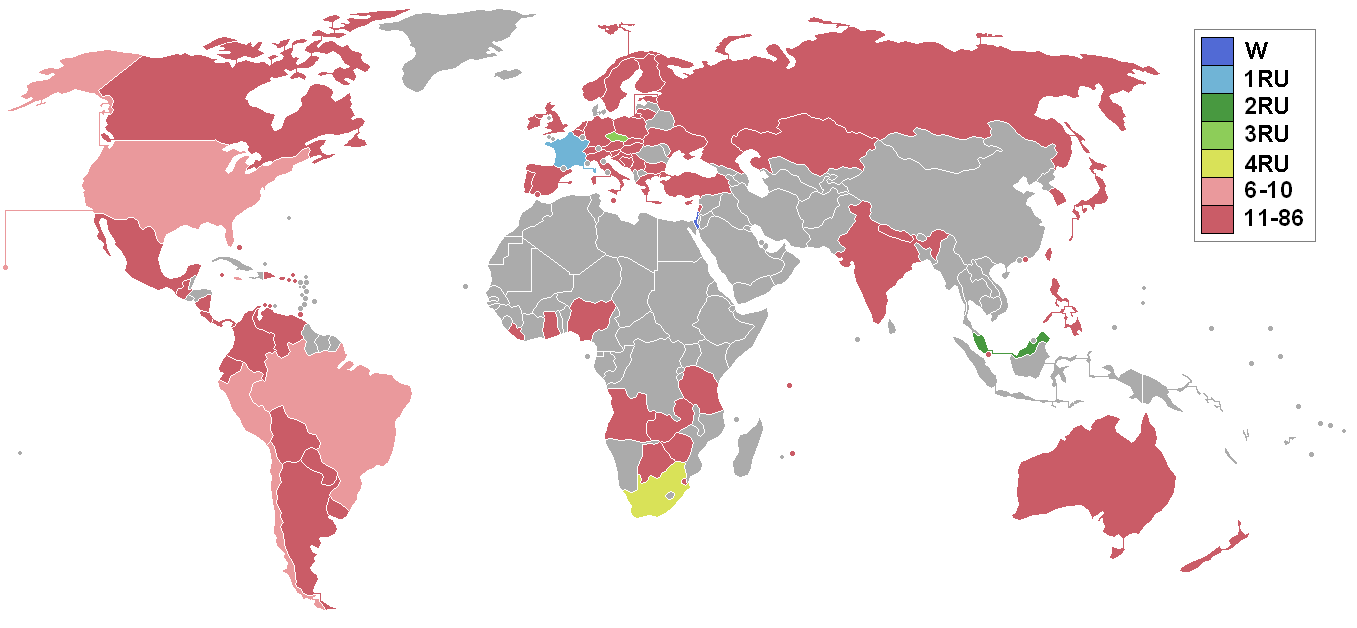
Các quốc gia và vùng lãnh thổ tham dự cuộc thi và kết quả.

Hoa hậu Thế giới 1998 là cuộc thi Hoa hậu Thế giới lần thứ 48 diễn ra tại Lake Berjaya Mahé Resort tại đảo Mahé, Seychelles. 86 thí sinh đến từ khắp nơi trên thế giới đã tham dự cuộc thi. Ronan Keating thành viên của ban nhạc Boyzone và Eden Harel dẫn chương trình cho các sự kiện của MTV.
Người chiến thắng trong cuộc thi này là Linor Abargil đại diện cho Israel. Cô được Hoa hậu Thế giới 1997 Diana Hayden đến từ Ấn Độ trao lại vương miện. Linor Abargil sau đó đã phát hành bộ phim tài liệu "Brave Miss World" để nói về quá trình đấu tranh của mình trong vụ cưỡng hiếp tình dục chỉ xảy ra 7 tuần trước khi diễn ra cuộc thi Hoa hậu Thế giới - nơi cô đã giành chiến thắng.

## Kết quả

### Thứ hạng
| Kết quả               | Thí sinh |
| --------------------- | --- |
| Hoa hậu Thế giới 1998 | - Israel – Linor Abargil |
| Á hậu 1               | - Pháp – Véronique Caloc |
| Á hậu 2               | - Malaysia – Lina Teoh |
| Top 5                 | - Cộng hòa Séc – Alena Šeredová - Nam Phi – Kerishnie Naicker                                                                      |
| Top 10                | - Brazil – Adriana Reis - Chile – Daniella Campos - Jamaica – Christine Straw - Peru – Mariana Larrabure - Hoa Kỳ – Shauna Gambill |

### Các nữ hoàng sắc đẹp châu lục
| Châu lục                | Thí sinh                      |
| ----------------------- | ----------------------------- |
| Châu Phi                | - Nam Phi – Kerishnie Naicker |
| Châu Mỹ                 | - Chile – Daniella Campos     |
| Châu Á & Châu Đại dương | - Malaysia – Lina Teoh        |
| Vùng Caribê             | - Jamaica – Christine Straw   |
| Châu Âu                 | - Israel – Linor Abargil      |

## Các thí sinh
| - Quần đảo Virgin (Mỹ) - Wendy Sanchez - Angola - Maria Manuela Cortez de Lemos João - Argentina - Natalia Elisa González - Aruba - Judelca Shahira Briceno - Úc - Sarah-Jane Camille St. Clair - Áo - Sabine Lindorfer - Bahamas - LeTeasha Henrietta Ingraham - Bỉ - Tanja Dexters - Bolivia - Bianca Bauer Añez - Bosnia & Herzegovina - Samra Tojaga - Botswana - Earthen Pinkinyana Mbulawa - Brazil - Adriana Luci de Souza Reis - Quần đảo Virgin (Anh) - Virginia Olen Rubiane - Bulgaria - Polina Petkova - Canada - Leanne Baird - Quần đảo Cayman - Gemma Marie McLaughlin - Chile - Daniella Andrea Campos Lathrop - Colombia - Mónica Marcela Cuartas Jimenez - Costa Rica - María Luisa Ureña Salazar - Croatia - Lejla Sehović - Curaçao - Jeameane Veronica Colastica - Síp - Chrysanthi Michael - Cộng hòa Séc - Alena Šeredová - Cộng hòa Dominica - Sharmin Arelis Díaz Costo - Ecuador - Vanessa Natania Graf Alvear - Estonia - Ly Jürgenson - Phần Lan - Maaret Saija Nousiainen - Pháp - Véronique Caloc - Đức - Sandra Ahrabian - Ghana - Efia Owusuaa Marfo - Gibraltar - Melanie Soiza - Hy Lạp - Katia Marie Margaritoglou - Guatemala - Glenda Iracema Cifuentes Ruiz - Hà Lan - Nerena Ruinemans - Hồng Kông Trung Quốc - Triệu Thúy Nghi - Hungary - Eva Horvath - Ấn Độ - Annie Thomas - Ireland - Vivienne Doyle - Israel - Linor Abargil - Ý - Maria Conchetta Travaglini - Jamaica - Christine Renee Straw - Nhật Bản - Rie Mochizuki - Kazakhstan - Anna Kirpota | - Hàn Quốc - Kim Kun-woo - Liban - Clemence Achkar - Liberia - Olivia Precious Cooper - Lithuania - Kristina Pakarnaite - Malaysia - Lina Teoh Pick Lim - Malta - Rebecca Camilleri - Mauritius - Oona Sujaya Fulena - México - Vilma Veronica Zamora Suñol - Nepal - Jyoti Pradhan - New Zealand - Tanya Hayward - Nicaragua - Claudia Patricia Alaniz Hernandez - Nigeria - Temitayo Osobu - Na Uy - Henriette Dankersten - Panama - Lorena del Carmen Zagía Miro - Paraguay - Perla Carolina Benítez Gonzales - Peru - Mariana Larrabure de Orbegoso - Philippines - Rachel Muyot Soriano - Ba Lan - Izabela Opęchowska - Bồ Đào Nha - Marcia Vasconcelos - Puerto Rico - Antonia Alfonso Pagan - Nga - Tatiana Makrouchina - St. Maarten - Myrtille Charlotte Brookson - Seychelles - Alvina Antoinette Grand d'Court - Singapore - Grace Chay - Slovakia - Karolina Cicatkova - Slovenia - Mihaela (Miša) Novak - Nam Phi - Kerishnie Naicker - Tây Ban Nha - Rocio Jiménez Fernandéz - Swaziland - Cindy Stanckoczi - Thụy Điển - Jessica Magdalena Therese Almenas - Thụy Sĩ - Sonja Grandjean - Đài Bắc Trung Hoa - Trần Di Như - Tanzania - Basila Kalubha Mwanukuzi - Trinidad & Tobago - Jeanette Marie La Caillie - Thổ Nhĩ Kỳ - Buket Saygi - Ukraina - Nataliya Nadtochey - Vương quốc Anh - Emmalene McLoughlin - Hoa Kỳ - Shauna Gene Gambill - Uruguay - Maria Desiree Fernández Mautone - Venezuela - Veronica Schneider Rodriguez - Nam Tư - Jelena Jakovljević - Zambia - Chisala Chibesa - Zimbabwe - Annette Kambarami |

| Nhóm 1 - Malta - Thổ Nhĩ Kỳ - St. Maarten - Seychelles - Ý - Croatia - Bolivia - Nam Phi - Ecuador - Jamaica - Aruba Nhóm 2 - Đức - Thụy Sĩ - Pháp - Mauritius - Quần đảo Virgin thuộc Mỹ - Gibraltar - Nhật Bản - Úc - Hàn Quốc - Lithuania - Vương quốc Anh Nhóm 3 - Hungary - Malaysia - Chile - Zimbabwe - Cộng hoà Dominican - Hoa Kỳ - Colombia - Thụy Điển - Phần Lan - Liberia - Slovakia Nhóm 4 - Bỉ - Botswana - Hà Lan - Nigeria - Cyprus - Nepal - Guatemala - Quần đảo Cayman - Curaçao | Nhóm 5 - Tanzania - Canada - Brazil - Trinidad & Tobago - Argentina - New Zealand - Ba Lan - Zambia - Hồng Kông Trung Quốc - Tây Ban Nha - Israel Nhóm 6 - Estonia - Ireland - Ghana - Liban - Swaziland - Bosnia & Herzegovina - Áo - Venezuela - Nam Tư - Uruguay - Cộng hoà Séc Nhóm 7 - Đài Loan - Puerto Rico - Costa Rica - Singapore - Bahamas - Panama - Quần đảo Virgin thuộc Anh - Bulgaria - Kazakhstan - Mexico - Na Uy Nhóm 8 - Ukraine - Nga - Hy Lạp - Bồ Đào Nha - Slovenia - Peru - Ấn Độ - Philippines - Angola - Nicaragua - Paraguay |

Chú ý: Các thí sinh không nói được tiếng Anh trong quá trình phỏng vấn được viết bằng chữ in nghiêng.

## Các giám khảo
| - Eric Morley - Chủ tịch cuộc thi Hoa hậu Thế giới - Diana Hayden - Hoa hậu Thế giới 1997 - Sophie Dahl - Pilin Leon - Hoa hậu Thế giới 1981 - Jonah Lomu | - Mark Newson - Terry O'Neill - Mica Paris - Jacques Villeneuve |

## Liên kết
- Trang chủ của Hoa hậu Thế giới